# Fidiana
Fidiana, también llamado Parque Fidiana, es un barrio de la ciudad de Córdoba (España), perteneciente al Distrito Sureste. Está situado en el extremo norte del distrito. Limita al norte con el barrio de Levante; al este, con la Ronda Norte de Córdoba; al sur, con el barrio de Cañero; y al oeste, con el barrio de Viñuela-Rescatado.

## Lugares de interés
- Jardines de la Memoria